# Dan Croll
Daniel Francis «Dan» Croll (18 de julio de 1990) es un cantautor británico, nacido en Newcastle-under-Lyme, Staffordshire, Inglaterra. Se mudó a Liverpool cuando tenía 18 años para asistir al Instituto para Artes Escénicas de Liverpool (LIPA). Allí ganó el premio de Compositor Nacional del Año de la fundación Musicians Benevolent Fund.[cita requerida] Fue uno de ocho estudiantes elegidos para estar uno a uno con el fundador de la LIPA, Paul McCartney. Actualmente ha firmado contrato con Communion Music.

## Inicio
El primer lanzamiento de Dan fue como parte de la compilación discográfica de Communion: New Faces, con la canción titulada «Marion», publicado el 23 de abril de 2012. Communion ha apoyado Croll con esta liberación y promoviendo muchos de sus conciertos en vivo.

## 2012 – presente
Croll firmó para Turn First Records en inicios del 2010. Su debut sería el sencillo «From Nowhere», que estuvo disponible en todo el mundo el 29 de septiembre de 2010 vía Turn First / Racquet Records (haciendo así; Dan su propio sello) como descarga digital. «From Nowhere» estuvo por tres días en los más populares en Hype Machine, era playlist en el Reino Unido en BBC 6 Music, XFM y Amazing Radio, y sonó en los sitios más altos de Radio de BBC 1. Croll estuvo nombrado a Guardian New Band of the Day (Banda Guardián del Día) en noviembre de 2012 y descrito por Paul Simon como «Muy bueno».
Croll liberó su segundo sencillo «Compliment Your Soul» en marzo del 2013. Seguido de esto, el lanzamiento de «In/Out» en julio del 2013.
El 13 de octubre de 2013, Croll estrenó Home en su propio canal de VEVO de YouTube.
El 29 de octubre de 2013, durante una entrevista en vivo para Virgin Radio, Dan confirmó que terminó de grabar su álbum debut. Se había planificado el lanzamiento del LP a inicios del 2014.
Su canción «Compliment your Soul» estuvo incluida en la banda sonora del videojuego FIFA 14. Así como FIFA, un remix de «From Nowhere», titulado «From Nowhere (Baardsen Remix)», se incluyó en el juego Grand Theft Auto V como parte de su banda sonora; durante el juego, el tema se puede escuchar en una de las estaciones radiofónicas del juego, Radio Mirror Park, y también figuró en el tráiler oficial del juego con respecto a su lanzamiento en PC, Xbox One y PlayStation 4.
En noviembre de 2013, Croll anuncia durante un concierto en la ciudad de Camden Town, Londres, que su primer álbum, Sweet Disarray, sería liberado el 10 de marzo de 2014.
El 19 de abril de 2014, como parte del Record Store Day, Croll liberó una edición limitada de 10 vinilos naranjas en el que presentó dos canciones inéditas. Los temas referidos son «Hello My Baby» (con Ladysmith Black Mambazo) y «Ever at Your Side». Dan viajó a Durban para grabar con Ladysmith Black Mambazo el primer tema. El vinilo limitado estuvo disponible en tiendas de discos independientes durante el día.
El 18 de junio de 2015 en su Facebook oficial, Croll anunció que empezó a trabajar en su segundo álbum. La primera canción del segundo álbum fue lanzada el 14 de septiembre y se tituló «One of Us» el 14 de septiembre del mismo año. Hubo complicaciones para que pudiera ser liberado el segundo álbum, lo que llevó a Dan a que el 21 de junio del siguiente año anunciara vía Twitter que había firmado nuevamente con Communion Music. La canción «Swim», de género electrónico, se liberó el 25 de agosto de 2016 a través de Communion Music; el correspondiente vídeo oficial estuvo disponible a partir del 31 de agosto de 2016 en su canal principal de YouTube.
El 30 de noviembre de 2016, Dan anunció mediante su cuenta de Facebook, que había liberado gratuitamente su nuevo sencillo «Be Alone». Esta a comparación, no pertenecería a la lista de canciones del nuevo álbum, ya que solamente funcionaría para organizar conciertos de Dan.
El 12 de enero de 2017, Dan anunció la disponibilidad de una canción nueva, «Away from Today», en Spotify. Después, el día 23, lanzó el vídeo oficial en su canal de VEVO.
El 7 de junio de 2017, Croll sacó el último sencillo antes del álbum: «Bad Boy»
Emerging Adulthood se estrenó el 21 de julio de 2017, bajo el sello Communion Music.
En 2018, Croll se mudó de Liverpool a Los Ángeles. En 2019/2020, comenzó a trabajar con el productor Matthew E. White en Spacebomb Studios en Richmond, Virginia. A principios de 2020, se lanzaron varias canciones nuevas y se anunció un tercer álbum titulado Grand Plan en abril. Fue lanzado en agosto de 2020. En 2021, publicó una versión en vivo del álbum, grabada en Spacebomb. Más tarde ese mismo año, Croll lanzó el EP de cuatro canciones On Top, producido y grabado con Matthew E. White, y lanzado en julio de 2021.

## Discografía

### Álbumes
| Título             | Detalles de álbum                                                                                             |
| ------------------ | --- |
| Sweet Disarray     | - Estreno: 10 de marzo del 2014 - Sello: Deram Records, Universal Music Group - Formato: descarga digital, CD |
| Emerging Adulthood | - Estreno: 21 de julio del 2017 - Sello: Communion Music - Formato: descarga digital, CD                      |
| Grand plan         | - Estreno: 21 de agosto de 2020 - Sello: Communion Music - Formato: descarga digital, CD                      |
| Fools              | - Estreno: 19 de mayo de 2023 - Sello: Communion Music - Formato: descarga digital, CD                        |

### Sencillos
| Canción                                                           | Detalles |
| ----------------------------------------------------------------- | --- |
| From Nowhere                                                      | - Estreno: 29 de septiembre del 2010[cita requerida] - Sello: Turn First Records (Reino Único), Racquet Records (Reino Unido), Capitol Records (EE. UU.)[cita requerida] - Formato: descarga digital, vinilo |
| Compliment Your Soul                                              | - Estreno: 1 de abril de 2013 - Sello: Turn First Records (Reino Unido), Racquet Records (Reino Unido) - Formato: descarga digital                                                                           |
| In/Out                                                            | - Estreno: 12 de julio del 2013 - Sello: Turn First Records (Reino Unido), Deram Records, Universal Music Group - Formato: descarga digital                                                                  |
| Home                                                              | - Estreno: 1 de diciembre del 2013 - Sello: Deram Records, Universal Music Group - Formato: descarga digital, vinilo                                                                                         |
| Hello My Baby" (con Ladysmith Black Mambazo) / "Ever At Your Side | - Estreno: 19 de abril del 2014 - Sello: Deram Records, Capitol Records - Formato: Vinilo |
| Nobody Knows (con The Very Best)                                  | - Estreno: 30 de mayo del 2014 - Sello: Deram Records, Capitol Records - Formato: Vinilo |
| One of Us                                                         | - Estreno: 14 de octubre de 2015 - Sello: Deram Records, Capitol Records - Formato: descarga digital |
| Swim                                                              | - Estreno: 25 de agosto del 2016 - Sello: Communion Music - Formato: descarga digital |
| Be Alone                                                          | - Estreno: 30 de noviembre de 2016 - Sello: Communion Music - Formato: descarga digital |
| Away from Today                                                   | - Estreno: 23 de enero de 2017 - Sello: Communion Music - Formato:descarga digital |
| Bad Boy                                                           | - Estreno: 7 de junio de 2017 - Sello: Communion Music - Formato: descarga digital |